# Anisothecium horridum
Anisothecium horridum là một loài rêu trong họ Dicranaceae. Loài này được P. de la Varde mô tả khoa học đầu tiên năm 1935.